# Zita (Heilige)

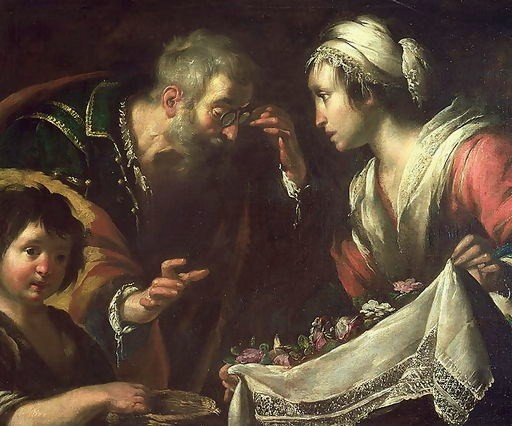
Wunder der heiligen Zita, Gemälde von Bernardo Strozzi

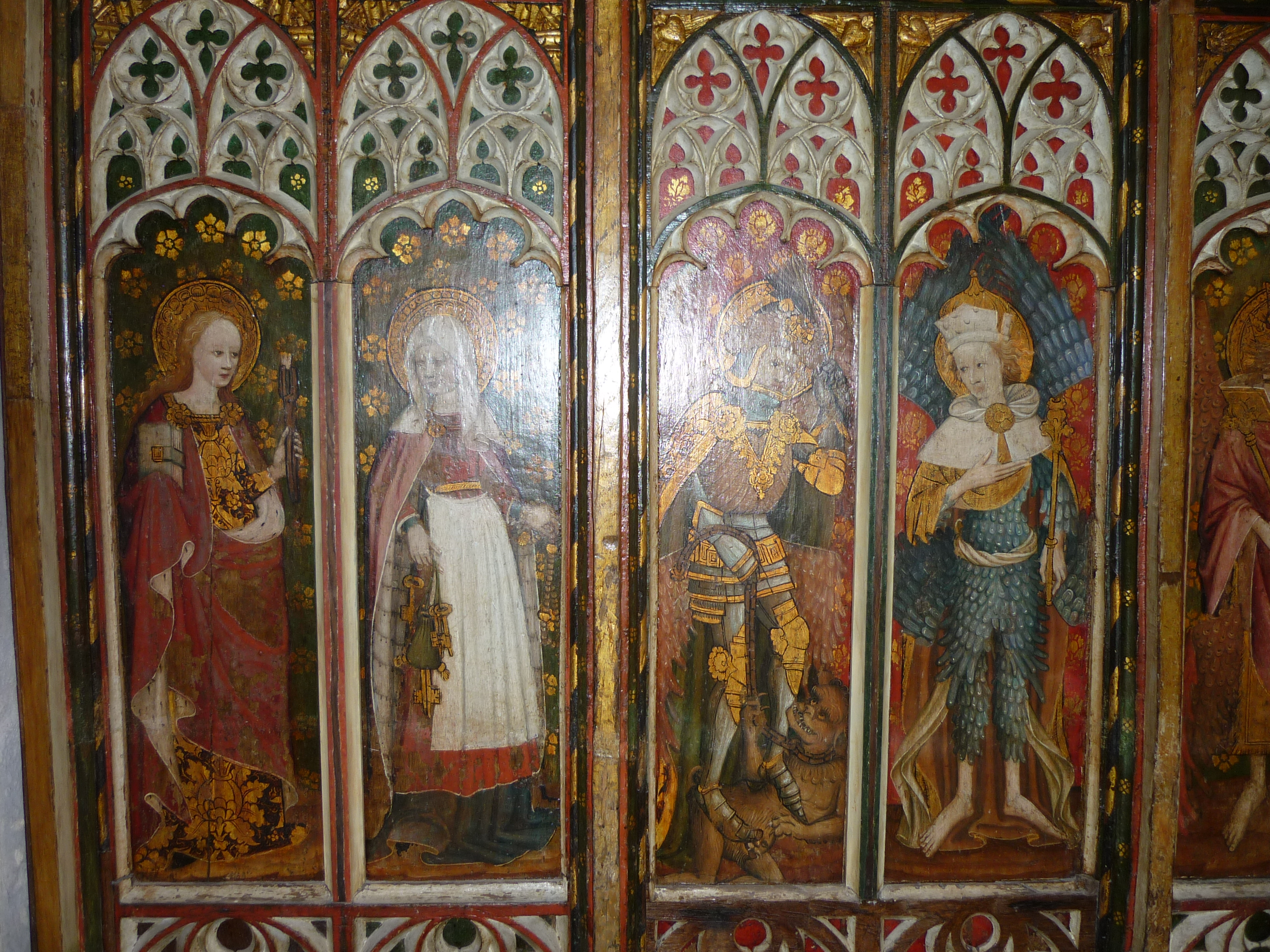
Die Heiligen Apollonia und Zita auf der Chorschranke von Barton Turf (Norfolk, England)

Zita von Lucca (Cita, Citha) war nach der christlichen Überlieferung eine um 1212 (oder 1218) in Monsagrati (heute Ortsteil von Pescaglia) bei Lucca geborene wohltätige Dienstmagd, die am 27. April 1272 starb und die in der katholischen Kirche als Heilige verehrt wird und am 5. September 1696 heiliggesprochen wurde.

## Wirken
Zita von Lucca wuchs in ärmlichen Verhältnissen auf und kam im Alter von 12 Jahren als Dienstmagd zur wohlhabenden Familie Fatinelli. Ungerechte Behandlungen und zusätzliche Lasten ertrug sie, als seien es Wohltaten.
Sie besuchte täglich die heilige Messe und half den Armen, indem sie ihnen von ihrem Gehalt als auch von der Brotkammer des Hauses zu essen gab. Hier einige der Wundertaten, die überliefert sind:
- Einmal zur Rede gestellt was sie hinaustrug, deckte sie ihre Last auf, und anstatt Brot waren plötzlich lauter Rosen darin.
- Als sie bei einer Hungersnot besonders viel Brot verschenkte, stellten die Hausherren fest, dass die Brotkammer noch voll gefüllt war und das Brot sich wundersam vermehrt hatte.
- Auch ihre Kleidung gab sie den Armen, sodass in einer kalten Winternacht der Hausherr ihr seinen Mantel lieh. Als sie diesen wiederum einem frierenden Bettler weiterlieh, verschwand dieser mit dem Mantel. Ihr Dienstherrn war sehr zornig darüber, als plötzlich der Bettler neben Zita erschien und den Mantel zurückbrachte. Der Dienstherr erkannte, dass es sich dabei um Jesus selbst handelte.

Die Fatinellis bekannten sich durch ihr Wirken selbst zum christlichen Glauben und übertrugen Zita die Oberaufsicht über ihr Haus.
An dem Grab von Zita ereigneten sie über 150 notariell beglaubigte Wunder. Sie wurde 1696 selig- und 1748 heiliggesprochen. In England wird sie unter dem Namen Sitha oder Sothes als Patronin der Dienstmägde und Hausfrauen verehrt.

## Gedenktag
Ihr Gedenktag ist der 27. April. An diesem Tag wird in Lucca traditionell ein besonderes Brot gebacken.

## Darstellung
Die Heilige wird als Magd mit einem Schlüsselbund und drei Brotlaiben (Symbol für die Armenspeisung) dargestellt, weiter mit Bettlern oder mit Rosenkranz und einem Gebetbuch.

## Reliquien
Die Reliquien befinden sich in der Kirche San Frediano in Lucca.